# Siminică
Siminică (31 octombrie 1936, București - 27 septembrie 2018, București) a fost un maestru comic și acrobat român. Considerat cel mai celebru comic al Circului românesc.
Pe numele său real Simion Avram, „Siminică” s-a născut într-o cușcă a leilor transformată în vagon de circ. Bunicul său era instrumentist în Orchestra Circului „Bercuini”, tatăl său cînta la trombon și realiza pasaje comice iar mama sa era „amazoană” și, în timpul liber, vînzătoare la case de bilete.
Încă de la vîrsta de 5 ani Siminică preia tradiția familiei și începe să se pregătească pentru lumea circului. Doi ani mai tîrziu, pe cînd avea doar 7 ani, își va face debutul în arenă într-un spectacol în care executa atît numere de acrobație, contorsionism și diverse giumbușlucuri. Tot în acea perioadă începe să se antreneze executînd alături de sora sa, Elena, diferite numere de acrobație. Pentru a-și încropi materialele necesare folosea pentru construirea unui dublu-trapez frînghia pentru rufe a mamei și un țăruș de fier găsit. Astfel, în scurt timp, Siminică și sora sa au reușit să execute în arenă, fără lonja de siguranță, cîteva numere de neuitat de dublu trapez, excentric acrobat sau un număr aerian în dantură cu elemente de înaltă clasă și foarte periculoase.
Viața tînărului Siminică era însă foarte grea: trăia pe unde apuca, în diferite case, în barăci demontabile sau în vagoane. Deseori dormea sub podeaua pe care erau fixate scaunele, trezindu-se acoperit de mucuri de țigară și coji de semințe aruncate de spectatori.
Datorită succesului pe care-l aveau cu numerele de acrobație cei doi deveniseră vedete în programul circurilor „Bernea”, „Antonio”, „Palladium”, „Franzini” și „Krateyl”, care și-i disputau aprig.
În 1953 participă împreună cu sora sa Elena la Festivalul Mondial al Tinereții din București executînd numere de acrobație.
După ce Elena se căsătorește cu vestitul acrobat Sandi Bernea, Siminică se retrage lăsîndu-i pe cei doi să execute împreună numerele de acrobație.  Viața Elenei se încheie însă în mod tragic, la numai 19 ani, în timpul unui spectacol susținut la Râmnicu Vâlcea. Trapezul la care-și executa numărul se rupe iar Elena, însărcinată în 3 luni, cade de la 15 metri înălțime, în fața a peste 3 000 de spectatori.
După înmormîntare, în același loc maestrul Siminică va prelua numărul de acrobație încîntînd publicul.
În 1954 Siminică devine angajat al Circului de Stat din București. 
În 1957 a demisionat din Circul de Stat în urma unor divergențe politice cu conducerea de atunci a Circului și ajunge să descarce vagoane cu scînduri în Gara Obor pentru o sumă de 20 de lei pentru un vagon descărcat.
Reușește într-un final să revină în Circul de Stat fiind angajat însă... recuziter. Cînd ducea materialele în arenă toată lumea începea să rîdă crezînd că-l aplaudă pe Siminică în noul său rol. Pentru acest motiv regizorul tehnic i-a interzis, un timp, accesul în manej, obligîndu-l să stea în forhang și să aranjeze recuzita. În cele din urmă, după ce acrobatul Franți Petrescu se îmbolnăvește, trebuind să fie înlocuit, Siminică revine în arenă cu un succes imens.
Muncind din greu maestrul Siminică a suferit de-a lungul carierei sale nu mai puțin de 8 fracturi de mîini și picioare, unul din cele mai grave accidente producîndu-se în timpul unui spectacol la Turnu Măgurele cînd s-a rupt o frînghie la trapez și a căzut de la 12 metri înălțime. 
Siminică a executat mai toate meseriile artei circului: zburător, trapezist, looping în doi, echilibristică la mare înălțime, echilibristică cu bara de bambus în dantură, saltator, echilibrist la sol, excentric acrobat, etc.
Avînd ca model școala rusă de circ în 1956, pe cînd se afla într-un turneu în Bulgaria, devinde comic de circ înlocuind un coleg care se îmbolnăvise. De la bun început a abordat genul comic modern, fără machiaj, doar cu cîteva elemente de costum și recuzită, parodiind diferite numere de circ în timp ce în arenă se montau recuzita și aparatele pentru numărul următor.
În 1987 Siminică se pensionează revenind însă în arena circului un an mai tîrziu și continuînd să lucreze atît în țară cît și în turnee în străinătate pînă în 1995. 
Despre momentul retragerii lui Siminică, ziaristul Cornel Nistorescu scria:
„Cu timpul, Siminică a devenit cel mai mare comic al României, un artist adevărat, care nu s-a menajat o clipă, imaginîndu-și mereu figuri imposibile și scene care să zguduie lumea de rîs, visînd să zboare pe deasupra sălii ca să poată face copiilor tot felul de semne. N-a iubit niciodată scamatoria și dresura. N-a intrat în scena cu prea multă recuzită. Doar el și publicul, zguduit de cascade de rîs. Și, dintr-o dată, Dumnezeul circului, cel care a transformat lacrima în zîmbet și imposibilul în posibil, a făcut o reverență și s-a retras fără să spună că este ultimul său spectacol, ultima sa reprezentație în arenă.”
Clovnul Siminică a murit pe 27 septembrie, la vârsta de 81 de ani. Artistul a fost internat în ultimele două săptămâni la Spitalul Floreasca, având mai multe probleme de sănătate care îl țineau imobilizat la pat.

## Citate
„Eu sunt eu; am tot șlefuit personajul pînă am ajuns să mă descopăr pe mine!”

## Turnee
- Germania
- URSS
- Cehoslovacia
- Albania
- Bulgaria
- Emiratele Arabe Unite
- Liban
- Egipt
- Polonia
- Ungaria
- Jugoslavia
- Grecia
- Iordania
- Festivalul de Circ de la Monte Carlo

## Premii
- Premiul Special pentru Spectacol de Circ (unicul premiu pentru spectacol de Circ acordat vreodată în România) - Galele „Uniter” (2002)

- Premiul de excelență pentru întreaga activitate oferit de Circul de Stat București (2002).